# Текиндор, Четин
Четин Текиндор (тур. Çetin Tekindor, род. 16 июля 1945) — турецкий актер театра, кино, сериалов и актер озвучивания.

## Биография
Родился в Сивасе. Впервые сыграл в театре в возрасте 18 лет, исполнив роль в националистической постановке «тур. Hep Vatan İçin». В 1970 году окончил Анкарскую консерваторию. Играл в пьесах, которые ставились в государственном театре Анкары, также работал актёром озвучивания. Одновременно преподавал в университете Хаджеттепе, с 1998 года — также в Билькентском университете.

### Личная жизнь
В 1987 году Четин женился на актрисе театра по имени Зеррин, супруги развелись через 10 лет. У них есть сын Хира.

## Кинокарьера
Одну из самых известных своих ролей в кино Четин Текиндор сыграл в 1983 году, когда исполнил главную роль в сериале Юджеля Чакмаклы «Маленький Ага» (тур. Küçük Ağa), снятом по мотивам произведения Тарыка Бугра. Действие сериала происходит в начале XX века. Главный герой — молодой человек, изучающий ислам, постепенно становится одним из лидеров турок во время войны за независимость. Сериал был настолько популярен, что Текиндор надолго стал известен под прозвищем «Маленький Ага».
Другим примечательным фильмом Текиндора является снятый в 2005 году фильм Чагана Ырмака «Мой отец и мой сын», который стал одним из самых кассовых фильмов в истории турецкого кинематографа.